# Mathilde Malling Hauschultz
Mathilde Johanne Malling Hauschultz (født 2. december 1885 i København, død 30. december 1929) var en dansk overretssagfører og politiker for Det Konservative Folkeparti.
Hauschultz var en af de fire kvinder, som fik plads i Folketinget i 1918, efter at Grundloven var blevet ændret i 1915 for at tillade kvinder at stille op til folketingsvalg. De tre andre var Karen Ankersted, Helga Larsen og Elna Munch. Hauschultz repræsenterede Det Konservative Folkeparti, før 1915 kendt som Højre. Hun var også en af Danmarks første kvindelige sagsførere, og hun grundlage den første partipolitiske kvindeforening i landet, Danske Kvinders Konservative Forening (DKKF).
Hun døde af en hjerneblødning.